# Модель ціни-золото-потоки

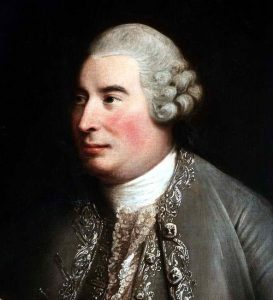
Шотландський науковий діяч Девід Юм

Модель «ціни-золото-потоки» — це модель, розроблена шотландським економістом Девідом Юмом (1711—1776), щоб проілюструвати, як можна виправити сальдо торговельного дисбалансу та відрегулювати його відповідно до золотого стандарту. Юм виклав свій аргумент у «Торговельному балансі», який він написав, щоб протистояти меркантилістській ідеї, що нація повинна прагнути до позитивного сальдо торгівлі (тобто експорту, більшого ніж імпорт). Тобто, «збільшення внутрішніх цін унаслідок притоку золота може перешкоджати експорту та стимулювати імпорт, тим самим автоматично обмежуючи суму, на яку експорт перевищить імпорт»

## Пояснення механізму
Юм стверджував, що коли країна з золотим стандартом мала позитивний торговельний баланс, золото потрапляло б у країну в обсязі, коли вартість експорту перевищує вартість імпорту. І навпаки, коли така країна мала негативний торговельний баланс, золото витікало з країни в обсязі, коли вартість імпорту перевищує вартість експорту. Отже, за відсутності будь-яких компенсаційних дій центрального банку щодо кількості грошей в обігу (так звана стерилізація), грошова маса збільшиться в країні з позитивним сальдо торгівлі та падіння в країні з негативним сальдо торгівлі. Використовуючи теорію, названу кількісною теорією грошей, Юм стверджував, що в країнах з наростаючою грошовою масою буде спостерігатися інфляція в міру зростання цін на товари і послуги, в той час як країни зі спадаючою грошовою масою будуть відчувати дефляцію в міру зниження цін на товари і послуги
Більш високі ціни в країнах з позитивним балансом торгівлі приведуть до скорочення експорту і збільшення імпорту, що призведе до зміни балансу торгівлі вниз до нейтрального балансу. І навпаки, в країнах з негативним балансом торгівлі нижчі ціни приведуть до збільшення експорту і скорочення імпорту, що призведе до посилення балансу торгівлі до нейтрального балансу. Ці коригування в торговому балансі триватимуть до тих пір, поки торговий баланс не стане рівним нулю у всіх країнах, що беруть участь в обміні
Ця модель може також застосовуватися до платіжного балансу держави, який враховує не тільки вартість чистого експорту і аналогічних транзакцій (тобто поточний рахунок), але і фінансовий рахунок, який враховує потоки фінансові активи в різних країнах і рахунок операцій з капіталом, який враховує неринкові та інші міжнародні операції. Але по золотому стандарту операції на фінансовому рахунку будуть проводитися в золоті або валюті, конвертованій в золото, що також вплине на кількість грошей в обігу.